# James P. Hogan (scriitor)
James Patrick Hogan (n. 27 iunie 1941, Londra, Anglia, Regatul Unit – d. 12 iulie 2010, Irlanda) a fost un autor britanic de science fiction.

## Biografie
S-a născut în Londra și a crescut în zona Portobello Road din vestul orașului.

## Lucrări

### Romane
- Inherit the Stars (ISBN: 978-0-345-28907-0) – mai 1977 (prima carte din seria Uriașilor - serie hard science fiction)
- The Genesis Machine (ISBN: 978-0-7434-3597-0) – aprilie 1978
- The Gentle Giants of Ganymede (ISBN: 978-0-345-01933-2) – mai  1978 (a doua carte din seria Uriașilor)
- The Two Faces of Tomorrow (ISBN: 978-1-59307-563-7) – iunie 1979
- Thrice Upon a Time (ISBN: 978-0-345-32386-6) – martie 1980
- Giants' Star (ISBN: 978-0-345-32720-8) – iulie 1981 (a treia carte din seria Uriașilor)
- Voyage from Yesteryear (ISBN: 978-0-671-57798-8) – iulie 1982 (și (ISBN: 0-345-29472-6 ori ISBN: 0-671-57798-0) (Paperbacks))
- Code of the Lifemaker (ISBN: 978-0-345-30925-9) – iunie 1983
- The Proteus Operation (ISBN: 978-0-553-05095-0) – oct. 1985
- Endgame Enigma (ISBN: 978-0-671-87796-5) – august 1987
- The Mirror Maze (ISBN: 978-0-553-27762-3) – martie 1989
- The Infinity Gambit (ISBN: 978-0-553-28918-3) – martie 1991
- Entoverse (ISBN: 978-0-517-09778-6) – oct. 1991 (a patra carte din seria Uriașilor)
- The Multiplex Man (ISBN: 978-0-553-56363-4) – dec. 1992
- The Immortality Option (ISBN: 978-0-345-37915-3) – februarie 1995 (sequel al Code of the Lifemaker)
- Realtime Interrupt (ISBN: 978-0-671-57884-8) – martie 1995
- Paths to Otherwhere (ISBN: 978-0-671-87710-1) – februarie 1996
- Bug Park (ISBN: 978-0-671-87773-6) – aprilie 1997
- Outward Bound (ISBN: 978-0-8125-7191-2) – martie 1999 (roman despre Jupiter)
- Cradle of Saturn (ISBN: 978-0-671-57866-4) – iunie 1999
- The Legend That Was Earth (ISBN: 978-0-671-31840-6) – oct. 2000
- The Anguished Dawn (ISBN: 978-0-7434-9876-0) – iunie 2003 (sequel al "Cradle of Saturn")
- Mission to Minerva (ISBN: 978-1-4165-2090-0) – mai 2005 (a cincea carte din seria Uriașilor)
- Echoes of an Alien Sky (ISBN: 978-1-4165-2108-2) – februarie 2007
- Moon Flower (ISBN: 978-1-4165-5534-6) – aprilie 2008
- Migration (ISBN: 978-1-4391-3352-1) – 18 mai 2010